# Итальянская кухня
Италья́нская ку́хня (итал. Cucina italiana) — традиционная кухня Италии, распространённая и популярная во всём мире, благодаря таким блюдам, как пицца и спагетти. Она очень разнообразная и региональная; в каждом регионе есть свои традиционные блюда.
В основе итальянской кухни лежат исторически сложившиеся многовековые традиции с культурными влияниями римлян, греков, лангобардов, арабов и прочих народов, когда-либо населявших Италию или оказывавших влияние на формирование её культуры.

## Характерные продукты
Итальянская кухня характеризуется, в частности, обилием свежих продуктов средиземноморского региона, что заметно отличает оригинальную итальянскую кухню от попыток её имитации во всём мире.
Среди типичных продуктов:
- овощи (помидоры, баклажаны, кабачки цуккини, салат-латук, перец, артишоки)
- пшеничная мука (изделия из теста, макаронные изделия)
- сыр (пармезан, горгонзола, моцарелла, пекорино, маскарпоне, рикотта)
- оливки и оливковое масло
- приправы (базилик, каперсы, чеснок, розмарин, пеперони, перец, орегано)
- рыба и морепродукты
- рис
- говядина
- птица
- бобовые (фасоль, чечевица)
- фрукты (лимоны, апельсины, груши, персики) и ягоды
- белые грибы
- миндаль
- вино, итальянские ликёры, граппа

## Популярные блюда и напитки
- Спагетти, каннеллони и прочие многочисленные макаронные изделия (с обширной и подробной классификацией). Они непременно подаются с одним из многих традиционных соусов, обилие которых создаёт разнообразие блюд, объединённых в итальянском (а также в английском и многих других языках) одним словом «паста» (итал. pasta). Среди самых известных и простых блюд: Spaghetti Napoli (спагетти по-неаполитански) — с томатным соусом, Spaghetti Bolognese (спагетти Болоньезе) — с томатным соусом и мясным фаршем, Pasta alla carbonara (паста Карбонара) — спагетти с мелкими кусочками гуанчале, смешанные с соусом из яиц, сыра пармезан и пекорино романо, соли и свежемолотого чёрного перца, а также Spaghetti Aglio e Olio (спагетти с чесноком и маслом) — с горячим оливковым маслом и совсем слегка обжаренным в нём чесноком.
- Пицца — известный во всём мире открытый пирог, запечённый с томатным соусом, сыром и разнообразными опциональными ингредиентами. Среди классических разновидностей итальянской пиццы следует выделить такие, как Маргарита (с продуктами цветов итальянского флага: моцарелла — белый, томатный соус — красный, базилик — зелёный), Капричоза, Дьябола, Кватро формаджи («Четыре сыра») и Кватро стаджони («Четыре сезона»)
- Ризотто — блюдо из риса (используются сорта с высоким содержанием крахмала) на бульоне/воде. Среди классических ризотто — risotto alla milanese («ризотто по-милански») с луком и шафраном
- Лазанья — слоёная запеканка из теста
- Ньокки — варёные клёцки из манной крупы или картофельной муки
- Равиоли и тортеллини — блюда, схожие с пельменями
- Чиабатта — белый хлеб
- Полента — блюдо из кукурузной муки или крупы
- Минестроне — овощной суп
- Триппа — блюдо из обжаренной требухи
- Панчетта — сыровяленая свиная грудинка
- Фриттата — омлет-запеканка с начинкой из овощей и прочих продуктов
- Брускетта — традиционная итальянская закуска, тост.
- Аранчини — блюдо из обжаренных фаршированных рисовых шариков в панировочных сухарях

Аппетайзеры и закуски
- Антипасто — закуски, в первую очередь — маринованные в масле овощи, капрезе
- Карпаччо — тонкие кусочки сырой говядины, приправленные оливковым маслом с уксусом и/или лимонным соком
- Песто (паста из базилика, оливкового масла и кедровых орехов)
- Гриссини — хлебные палочки
- Капоната — вид овощного рагу из баклажанов

Десерты
- Пастичотто — выпечка из песочного теста с преимущественно сладкой начинкой
- десерты тирамису и сабайон (забайоне)
- Пандоро — итальянская сладкая выпечка, один из двух, наряду с панеттоне, традиционных типов итальянского рождественского десерта, который появился в городе Вероне
- Панна-котта (Panna cotta) — один из самых популярных итальянских десертов, родом из Пьемонта[1]; сливочный крем, который служит его основой («вареные сливки» в переводе с итальянского), отлично сочетается со многими ягодами, фруктами, орехами, поэтому существует множество видов этого лакомства.
- Панеттоне — рождественский десерт куполообразной формы около 30 см в высоту. Панеттоне изготавливают из мягкого, не полностью пропечённого теста с засахаренными фруктами и изюмом и подают порезанным на кусочки. К панеттоне подают горячие напитки либо сладкое итальянское вино — Spumante или Moscato.
- Бискотто — дважды выпеченное сухое печенье
- Дзукотто — бисквит с сыром рикотта или кремом внутри
- Сфольятелла — итальянское тесто с начинкой в форме раковины
- итальянское мороженое и джелато

Напитки
- итальянские вина и крепкие спиртные напитки (амаретто, граппа, кампари, лимончелло, самбука)
- кофе (эспрессо, американо, латте, капучино)

## Региональная кухня

### Рим
Кухня Рима основывается на сезонных ингредиентах, поступающих главным образом из Римской Кампании, и достаточно простых способах приготовления. Поэтому важнейшими ингредиентами служат овощи (в основном горох, артишоки и бобы), мясо (баранина и козлятина) и сыры (Пекорино романо и рикотта). Типичной приправой в римской кухне служит струтто — свиное сало, приготовляемое и консервируемое каждую зиму. Широко используется жир от прошутто, в то время как оливковое масло — только для сырых овощей и иногда при жарке.

### Молизе и Абруццо
Молизе и Абруццо объединяет общая история, благодаря чему кухня этих регионов очень схожа. Регионы расположены на юго-востоке от Рима и знамениты копчёными мясными изделиями и сыром. Жители регионов часто употребляют в пищу баранину, в более приближённых к побережью областях — рыбу и морепродукты.
Peperoncino, небольшой, но очень острый перец чили происходит из региона Абруццо.

### Базиликата
Базиликата располагается в «подъёме» итальянского «сапога» и обладает самым гористым ландшафтом из всех регионов (две трети территории заняты горами), что затрудняет развитие сельского хозяйства. Кухня Базиликаты включает в себя в основном сытные блюда: наваристые супы, блюда из говядины, копчёности. Из Базиликаты происходит сыр проволоне. Популярный ингредиент традиционной луканской кухни — хрен. Например, с ним готовят омлет рафаната.

### Калабрия
«Носок сапога» Калабрия омывается с трёх сторон морями и лишь на севере граничит с горными массивами. Калабрийская кухня основана на блюдах из рыбы и морепродуктов, широко распространены блюда из тунца и меч-рыбы. Помимо этого в регионе произрастает большое количество овощей и фруктов, в первую очередь апельсины, оливки, лимоны и баклажаны. На десерт подают блюда, распространённые в соседних странах к югу от Калабрии — из инжира, мёда и миндаля.

### Кампания
Из столицы региона Кампании — Неаполя — происходит не только ныне распространённое во всём мире блюдо — пицца, но и вяленые томаты. Популярны блюда из рыбы и морепродуктов, в районе Неаполя подают также сытные похлёбки с большим количеством приправ и чеснока, в качестве десерта — кондитерские изделия местного производства и фруктовые десерты. Остров Капри, который входит в состав данного региона, является местом происхождения популярного итальянского шоколадного торта Капрезе, а также одноимённой закуски или салата Капрезе, из помидор, моцареллы и базилика.

### Эмилия-Романья
Регион Эмилия-Романья является родиной пармезана, пармской ветчины, мясного деликатеса кулателло (итал. Culatello di Zibello), колбасы мортаделла, бальзамического уксуса и всевозможных видов паст (при этом ошибочно полагать, что в том числе есть пресловутые Spaghetti alla Bolognese, так как традиционно для пасты с мясным соусом болоньезе используются не спагетти, а тальятелле (длинная плоская лапша) или короткие виды пасты, например, пассателли).
Довольно часто используются сливочное масло, сливки и другие молочные продукты.
В средневековой столице региона — Болонье — находятся лучшие рестораны Италии.
В Модене на Новый год популярно блюдо дзампоне — фаршированные свиные ноги. В Романье уже много веков выпекают лепёшку пьядину и наполняют её различными начинками, что делает её похожей на пиццу.

### Лацио
Столицей Лацио и всей Италии является Рим, где находятся одни из самых лучших ресторанов и многие знаменитые кафе, специализирующиеся на продаже мороженого. Для кухни региона типично широкое употребление баранины и телятины (например, шницель сальтимбокка), а также упрощённое приготовление блюд из высококачественных продуктов. Одним из типичных блюд Лацио является суппли (supplì), представляющие собой фритированные шарики из ризотто с начинкой из горячего расплавившегося сыра моццарелла.

### Ломбардия
Ломбардия, граничащая со Швейцарией, является одним из наиболее богатых регионов не только Италии, но и всей Европы. В юго-западной части Ломбардии почва очень плодородная, здесь разбиты большие рисовые и кукурузные плантации. Из Ломбардии происходят такие блюда, как ризотто по-милански и полента. Ломбардия является также родиной панеттоне, ликёров кампари и амаретто и сыров маскарпоне, грана падано и горгонзола. Популярны мясные блюда, тушёные в вине, например, оссобуко, и разновидности пасты с начинкой: равиоли, тортеллони.

### Лигурия
В приморском регионе Лигурия популярны блюда из рыбы и морепродуктов. Портовый город Генуя был одним из первых городов, куда начали поставлять специи из Азии, и до сих пор там любят пикантные приправы. Лигурийцы выращивают самый лучший базилик в стране, а знаменитый соус песто исходит именно из Лигурии, как и чесночный соус альята. На Пасху, и не только, в Лигурии, особенно в Генуе, пекут знаменитый пирог паскуалина.

### Марке
Кухня Марке богата блюдами из даров моря и дичи, которую добывают в горах. Основными продуктами жителей Марке являются также паста, свинина и оливки. В регионе известно большое количество методов приготовления блюд.

### Пьемонт
Пьемонт граничит с Францией и Швейцарией, поэтому кухня переняла некоторые традиции кухонь этих стран. Подобно кухне Ломбардии, с которой Пьемонт обладает схожим ландшафтом, для кухни Пьемонта характерны блюда из риса, полента и ньокки. В плодородной Паданской долине пьемонтцы занимаются виноделием, к примеру, Барбареско производят именно здесь. Считается, что в Пьемонте выращивают лучшие лук и чеснок, а также белые трюфели. Одним из популярных блюд является вителло тоннато. Пьемонт является родиной одного из итальянских десертов — панна-котта.

### Апулия
Помимо популярных в Апулии блюд из рыбы и морепродуктов (особо популярны устрицы и мидии), в регионе выращивают превосходные оливки, овощи, фрукты и зелень. Апулийским фирменным блюдом являются закрытая пицца кальцоне, первое блюдо из макарон и нута чичери э трия, из традиционных видов макаронных изделий можно выделить орекьетте.

### Сардиния
Центральная роль в кухне Сардинии досталась тунцу, угрю, омару и другим дарам моря. Традиционным для праздников блюдом является молодой поросёнок, зажаренный на вертеле. Сардинская кухня славится своими десертами, многие из которых состоят из мёда, орехов и фруктов. Pecorino sardo — одна из разновидностей пекорино.

### Сицилия
Остров Сицилия на протяжении веков находилась под господством различных культур, поэтому кухня сочетает в себе элементы итальянской, испанской, арабской и греческой кухонь. От этих кухонь сицилийская кухня переняла любовь к специям (мускатный орех, гвоздика, корица), а также к «экзотическим» фруктам и овощам (дыня, абрикосы, цитрусовые, сладкий перец). Кухню Сицилии можно в общих чертах описать тремя словами: pasta, pesce e pasticceria, то есть, паста, рыба и сладости.

### Трентино-Альто-Адидже
Большое влияние на кухню Трентино-Альто-Адидже оказала соседняя австрийская кухня. Традиционными блюдами являются копчёные колбаски и кнёдли. На Рождество по традиции готовят местный кекс с сухофруктами и орехами зелтен. Также в регионе занимаются виноделием.

### Тоскана
Плодородные земли Тосканы дают превосходные овощи и фрукты, а также пастбища для разведения скота. Популярны блюда из свинины, говядины и дичи. Среди тосканских блюд получили известность флорентийский бифштекс, каччукко, кростини, риболлита, панцанелла и др. Во Флоренции популярно блюдо из сычуга Лампредотто.

### Умбрия
В Умбрии предпочитают свинину, баранину, дичь и речную рыбу, приготовленные очень простым способом. Умбрия поставляет чёрные трюфели и оливковое масло высокого качества. К типичным блюдам относится imbrecciata — сытная густая похлёбка из нута, чечевицы и зелёных бобов.

### Венеция и Фриули-Венеция-Джулия
В области Венеция и соседнем Фриули популярны блюда из морепродуктов и рыбы, а также полента и ризотто.
Фирменным блюдом можно назвать risi e bisi (рис с горохом).
Здесь производят до 20 % всех итальянских вин.